# Црвенотрби лемур
Црвенотрби лемур (лат. Eulemur rubriventer) је врста полумајмуна из породице лемура (Lemuridae).

## Распрострањење
Ареал врсте је ограничен на једну државу – Мадагаскар.

## Станиште
Станиште врсте су шуме.

## Угроженост
Ова врста се сматра рањивом у погледу угрожености врсте од изумирања.